# Capnografia
La capnografia és la mesura del diòxid de carboni (CO₂) en la via aèria d'un pacient durant el seu cicle respiratori, és a dir, el mesurament de la pressió parcial de CO₂ en l'aire espirat. Destaca per ser una tècnica de monitoratge de l'intercanvi gasós no invasiva que ens ofereix informació sobre els nivells de producció de CO₂, sobre la perfusió pulmonar i també sobre la ventilació alveolar. A més, exerceix un important paper en la detecció primerenca de malalties respiratòries i en el control del cicle d'eliminació del CO₂ durant intervencions mèdiques que requereixin l'ús d'anestèsia.
El capnògraf serà l'instrument encarregat de mesurar la concentració numèrica del diòxid de carboni i, pràcticament tots aquests instruments, descansen en el principi de l'absorció per part del CO₂ d'un raig infraroig. El valor normal de la pressió parcial de CO₂ espirat és de 38 mmHg a una pressió baromètrica de 760 mmHg, i els valors normals de pressió arterial d'aquest gas oscil·len entre 36 i 44 mmHg. La mesura de la pressió parcial de CO₂ (PCO₂) pot representar-se enfront del temps o enfront del volum espirat. Aquesta representació gràfica és el que es coneix com a capnografia, i es poden distingir dos tipus en funció de si els nivells de PCO₂ són representats enfront del temps —Capnografia convencional— o enfront del volum espirat —Capnografia volumètrica.

## Capnografia convencional
Es defineix com la representació del CO₂ enfront del temps empleat durant la ventilació, incloent-hi inspiracions i espiracions.

### Metodologia
L'aparell que mesurarà el valor numèric de la concentració de diòxid de carboni és el capnògraf (aparell utilitzat per mesurar la concentració de diòxid de carboni en el medi ambient a través d'una sonda), i les dades seran recollides en una gràfica (capnograma). Aquest aparell es basa en el principi de l'absorció de raigs infrarojos per part del diòxid de carboni. Consta d'un tub pel qual respirarà el pacient i d'un sensor de CO₂. A la vegada, inclou un monitor on es reflectirà la gràfica. En funció de la pressió parcial d'aquest gas, l'absorció de raigs infrarojos serà diferent, i obtindrem uns resultats diferents.
A l'hora de realitzar el mesurament, existeixen unes circumstàncies a tenir en compte que poden influir en els resultats obtinguts, tals com a pressió atmosfèrica, presència d'altres gasos com a òxid nitrós, oxigen o vapor d'aigua que poden interferir amb el sensor.
En funció de l'absorció, obtindrem un traçat, que correspondrà a la representació de l'ona de CO₂ durant el cicle respiratori. És el que denominem capnograma. Els resultats obtinguts i reflectits en aquesta gràfica fan referència al diòxid de carboni espirat, que prové totalment de l'alvèol, ja que a l'espai mort anatòmic no hi ha intercanvi gasós.

### Alternatives
En casos especials, com en nounats, on les maniobres anteriorment descrites són inconcebibles, s'empra un sensor transcutani. Per dur a terme això s'escalfa la pell perquè augmenti el flux sanguini i es puguin mesurar així els nivells de CO₂.

### Interpretació
En aquesta prova de la funció respiratòria obtenim com a resultat una gràfica similar a la següent:

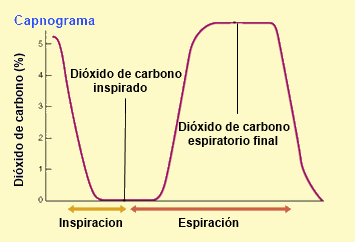
Il·lustració d'una corba capnogràfica convencional

L'ona del capnograma s'inicia al començament de l'exhalació, pujant de forma abrupta, i això és el que correspon a la barreja del gas alveolar amb el gas de l'espai mort, mancat de CO₂. A continuació, la corba adquireix una forma denominada “plateau” o altiplà alveolar, on la concentració de gas es manté més o menys constant, i que representa el gas provinent únicament de l'espai alveolar. L'extrem final d'aquest altiplà correspon a la PCO₂ al final de l'espiració o EtCO₂ i 
representa la quantitat de gas que abandona l'alvèol en finalitzar aquesta. És el resultat de la barreja del gas provinent de tots els alvèols, és a dir, equival al valor mitjà de les pressions parcials de CO₂ dels diferents alvèols. Cal destacar que aquest valor s'acosta considerablement a la concentració de CO₂ alveolar a causa que el gas espiratori final és virtualment gas alveolar pur. El seu monitoratge és una representació molt fiable de la perfusió pulmonar. En aquest punt l'espiració finalitza i comença la inspiració caient els nivells de CO₂ una altra vegada a 0.
La EtCO₂ té tres determinants fonamentals:
- Producció de CO₂ i el seu transport
- Perfusió pulmonar
- Ventilació

La interpretació dels valors obtinguts a partir d'aquest paràmetre no són concloents per a la identificació d'un diagnòstic, però sí que poden arribar a revelar-nos en quines circumstàncies es troba un pacient. Per això hem de tenir en compte que:
- Una EtCO₂ de 0 habitualment significa que el pacient no està respirant.
- La caiguda dels valors de la EtCO₂ suggereix:

Producció disminuïda de CO₂
Disminució del transport del CO₂
Baix cabal cardíac
Hiperventilació
- L'augment de la EtCO₂ pot ser el resultat de:

Producció excessiva de CO₂ subjacent a hipertèrmia o sèpsia
Disminució de la ventilació alveolar
Hipoventilació
S'ha de tenir en compte que un mal funcionament del respirador també pot ocasionar valors anormals del EtCO₂, bé perquè no està calibrat o perquè no està adequadament connectat.

## Capnografia volumètrica
La capnografia volumètrica és el registre de l'eliminació de diòxid de carboni enfront del volum espirat.

### Metodologia
Els aparells emprats en aquest cas són iguals al de la capnografia convencional. Únicament distaran d'aquesta en què la gràfica que mostra el monitor correspondrà a una sola ventilació i en ella la concentració de CO₂ serà representada enfront del volum espirat.

### Interpretació

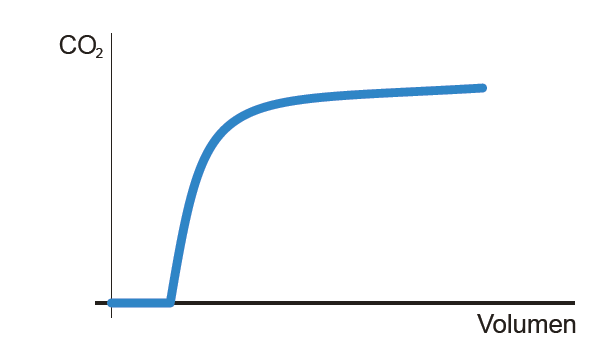
Capnograma Volumètric

S'observen en la mateixa tres fases:
La fase I representa l'inici de l'espiració, gas que primer s'espira lliure de CO₂, procedent de l'espai mort anatòmic.
La fase II consisteix en una pujada ràpida en el traçat a causa de l'augment de la concentració de CO₂ per la barreja de gas procedent de l'espai mort anatòmic i el procedent dels alvèols.
Finalment, la fase III o altiplà alveolar és el gas ric en CO₂ procedent totalment dels alvèols.
A diferència de la capnografia convencional, en aquest cas, el registre no torna a 0 i es representa una sola ventilació. A més, la capnografia volumètrica ens permet distingir entre l'espai mort anatòmic i l'espai mort alveolar.

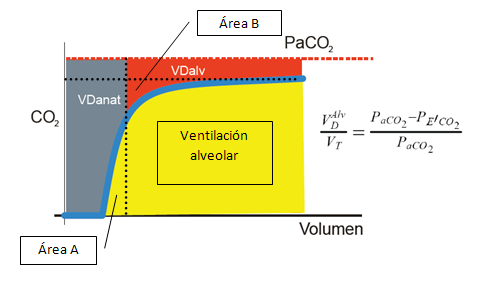
Paràmetres derivats de la capnografia volumètrica

Partint de la gràfica de la capnografia volumètrica i seguint el mètode de Fowler, tracem una vertical que a partir del començament de la fase II iguali les àrees A i B de tal manera que l'espai mort 
anatòmic serà el volum espirat fins a la línia vertical. L'espai mort fisiològic és calculat amb l'Equació de Bohr:
VD/VEU = (PACO₂ - PECO₂) / PACO₂
El numerador d'aquesta equació: (PACO₂ - PECO₂) es correspon amb la diferència entre les dues rectes superiors traçades en la gràfica. Així, coneixent a partir de la gràfica l'espai mort anatòmic i el fisiològic, podrem calcular l'espai mort alveolar.

## Aplicacions clíniques de la capnografia
La capnografia, malgrat ser un valor mesurat de manera no invasiva, té moltes utilitats clíniques de les quals podem esmentar:
- Monitoratge de malaltia pulmonar severa com EPOC.
- Intubació endotraqueal: l'aparició d'un capnograma normal és la millor evidència que el tub està col·locat en la tràquea.
- Intubació esofàgica: la seva correcta col·locació es constata amb l'absència de CO₂ o en observar corbes petites i decreixents corresponents a l'escàs CO₂ residual que pot trobar-se en el tracte digestiu alt.
- Monitoratge de la via aèria: l'obstrucció del flux de gas espirat té com a expressió un canvi en el pendent de l'extrem ascendent de l'ona del capnograma. Les causes més freqüents d'aquest esdeveniment són: obstrucció de l'extrem espiratori del circuit, un cos estrany en la via aèria superior o broncoespasme.
- Control de l'activitat dels relaxants musculars: es reflecteix quan apareixen unes esquerdes en l'altiplà o "plateau" de l'ona. Aquestes apareixen quan comença a cedir l'acció d'aquests fàrmacs, reprenent el pacient la seva ventilació espontània.
- Progrés de la RCP: quan el rendiment cardíac és nul, el valor de la PCO2 en l'aire espirat és 0. La capnografia permet valorar la qualitat del massatge cardíac realitzat en estimar de forma no invasiva la despesa cardíaca assolida amb la RCP. Si durant la maniobra de reanimació cardiopulmonar s'observa un lleuger increment en aquest valor, això és un indicador fiable que la manipulació s'està realitzant correctament. L'elevació sobtada i sostinguda del EtCO₂ és una alerta precoç de recuperació de la circulació espontània, deguda a un augment de perfusió no relacionada amb el massatge cardíac, que es produeix abans que la recuperació del ritme i la recuperació del pols arterial. Com a pronòstic es dedueix que la persistència de valors molt baixos de la capnografia (EtCO₂ inferior o igual a 10 mmHg) en la RCP perllongada, és un indicador de la impossibilitat de recuperació del pacient i que, per contra, nivells alts de EtCO₂ s'associen a una major supervivència.
- Períodes anestèsics: és una mesura obligatòria mantenir a un pacient temporalment calmat sota un registre capnogràfic. Aporta una millor valoració i maneig de la funció respiratòria i proporciona un avís oportú sobre esdeveniments potencialment mortals per al subjecte intervingut.

## Riscos de la capnografia
No existeixen contraindicacions per a l'ús de la capnografia, però es poden posar de manifest certs riscos que s'associen més als errors dels aparells que al mateix perjudici del pacient. El perill d'aquesta tècnica resideix en la suposició d'un diagnòstic erroni a causa de lectures inexactes dels paràmetres, cosa que es pot explicar per un calibratge inadequat, fuites en la canonada o excessos d'humitat que poden arribar a alterar el mesurament.

## Consideracions especials
El capnògraf ha de calibrar-se cada 24 hores aproximadament i, si és possible fer-ho, també prèviament a la seva utilització. S'ha de corroborar el seu correcte funcionament cada 8 hores. Una dada molt significativa per detectar un mal calibratge de l'aparell és obtenir mesuraments del EtCO₂ majors que de PACO₂.